# Variável aleatória
Uma variável aleatória é uma variável quantitativa, cujo resultado (valor) depende de fatores aleatórios. Um exemplo de uma variável aleatória é o resultado do lançamento de um dado que pode dar qualquer número entre 1 e 6. Embora possamos conhecer os seus possíveis resultados, o resultado em si depende de fatores de sorte (álea). Uma variável aleatória é uma medição que gera valores não-antecipados. O conceito de variável aleatória é essencial em estatística e em outros métodos quantitativos para a representação de fenômenos incertos.
As variáveis aleatórias podem ser classificadas em variáveis aleatórias discretas, contínuas e mistas.
Um exemplo de uma variável aleatória é a altura de uma pessoa, em que o conjunto de pessoas é {\displaystyle \Omega } e a variável aleatória é a função que mapeia a pessoa {\displaystyle \omega ,\omega \in \Omega } a sua altura {\displaystyle X(\omega )}. Com a lei da probabilidade {\displaystyle P} associada a {\displaystyle \Omega } é possível calcular a probabilidade de a altura ser em qualquer subconjunto de valores entre 180 centímetros e 190 centímetros {\displaystyle P(180\leq X\leq 190)} ou a probabilidade de a altura ser menos que 150 centímetros ou mais que 200 centímetros {\displaystyle P(X\leq 150{\mbox{ ou }}X\geq 200)}.

## Definição informal

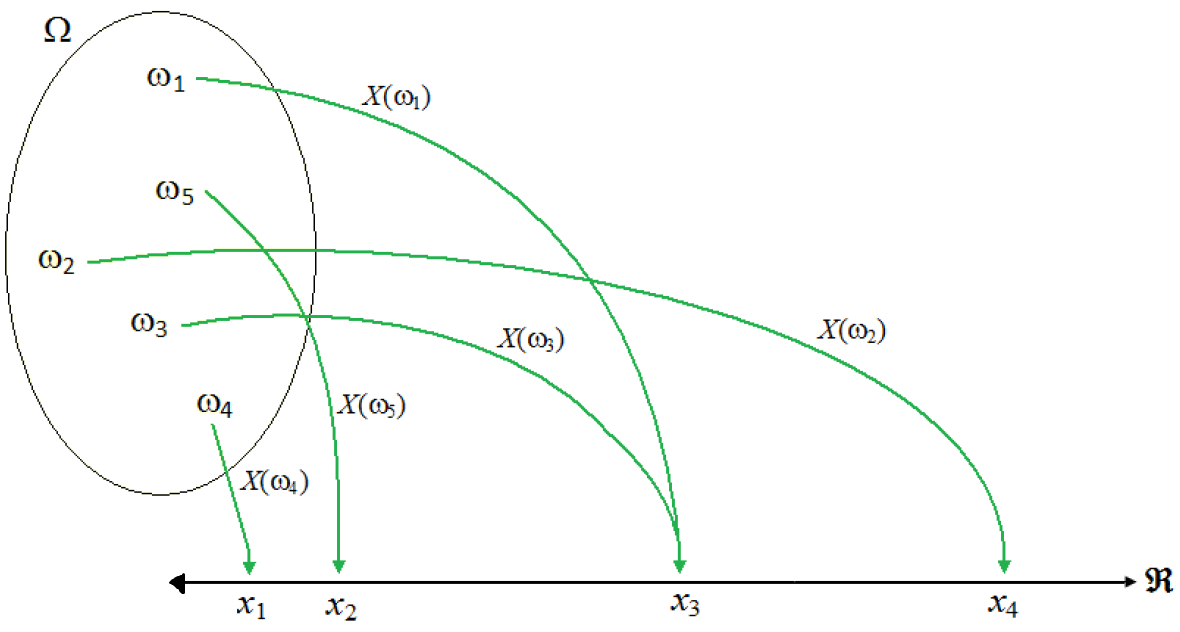
Ilustração de uma função de uma variável aleatória. A variável aleatória é a função mensurável de um conjunto de resultados possíveis para um conjunto.

Em matemática, uma variável aleatória pode ser definida como uma função que associa a todo evento pertencente a uma partição do espaço amostral {\displaystyle \Omega } um único número real, isto é, {\displaystyle X:\Omega \to \mathbb {R} }. É comum a representação das variáveis aleatórias por letras maiúsculas e dos valores assumidos por letras minúsculas (ver ilustração).
Entre as definições informais frequentemente utilizadas para as variáveis aleatórias estão:
1. Uma variável aleatória é uma variável que pode assumir diferentes valores numéricos, definidos para um evento de um espaço amostral {\displaystyle \Omega }.
2. Uma variável aleatória pode ser entendida como o resultado numérico de operar um mecanismo não determinístico ou de fazer uma experiência não determinística para gerar resultados aleatórios.
3. Uma variável aleatória tem resultados que tendem a variar entre as observações devido a fatores relacionados a chance.

Um exemplo de uma variável aleatória é a altura de uma pessoa, em que o conjunto de pessoas é {\displaystyle \Omega } e a variável aleatória é a função que mapeia a pessoa {\displaystyle \omega ,\omega \in \Omega } a sua altura {\displaystyle X(\omega )}. Com a lei da probabilidade {\displaystyle P} associada a {\displaystyle \Omega } é possível calcular a probabilidade de a altura ser em qualquer subconjunto de valores entre 180 centímetros e 190 centímetros {\displaystyle P(180\leq X\leq 190)} ou a probabilidade de a altura ser menos que 150 centímetros ou mais que 200 centímetros {\displaystyle P(X\leq 150{\mbox{ ou }}X\geq 200)}.
Outro exemplo de uma variável aleatória é o lançamento de um dado, em que  {\displaystyle \Omega =\{\omega _{1},\omega _{2},\omega _{3},\omega _{4},\omega _{5},\omega _{6}\}} sendo {\displaystyle \omega _{i}} o resultado {\displaystyle i} de lançamentos do dado. Todas as probabilidades de diferentes resultados são dadas pela medida de probabilidade {\displaystyle P=(p(\omega _{1}),p(\omega _{2}),p(\omega _{3}),p(\omega _{4}),p(\omega _{5}),p(\omega _{6}))}. Seja {\displaystyle X} o resultado do lançamento do dado, {\displaystyle X(\omega _{i})=i}. Então, a probabilidade de {\displaystyle X} ser menor ou igual a 3 é a medida do conjunto de resultados {\displaystyle \{\omega _{i}\in \Omega :X(\omega _{i})\leq 3\}=\{\omega _{1},\omega _{2},\omega _{3}\}}, denotado como {\displaystyle P(X\leq 3)=p(\omega _{1})+p(\omega _{2})+p(\omega _{3}).}

### Extensões
Quando {\displaystyle X} não é necessariamente uma função real {\displaystyle X:\Omega \to E}, em que {\displaystyle E} é qualquer espaço (espaço mensurável), costuma-se chamar a variável {\displaystyle X} de elemento aleatório. O termo variável aleatória é tradicionalmente limitado ao caso real {\displaystyle E=\mathbb {R} }, o que assegura que é possível definir quantidades como o valor esperado e a variância de uma variável aleatória, sua função de distribuição acumulada e os momentos de sua distribuição.
Entretanto, a definição é válida para qualquer espaço mensurável {\displaystyle E}. Então, é possível considerar elementos aleatórios de outros conjuntos {\displaystyle E} como valores booleanos aleatórios, variáveis categóricas, números complexos, vetores, matrizes, sequências, árvores, conjuntos, formas, variedades e funções. Portanto, é possível referir-se a uma variável aleatória do tipo {\displaystyle E}.
O conceito mais geral de elemento aleatório é particularmente útil em disciplinas como teoria dos grafos, aprendizado de máquina, processamento de linguagem natural e outras áreas da matemática discreta ou da ciência da computação, nas quais há geralmente o interesse de modelar variação aleatória de estrutura de dados não numéricos. Porém, em alguns casos é conveniente representar cada elemento de {\displaystyle E} usando um ou mais números reais. O elemento aleatório pode opcionalmente ser representado como um vetor de variáveis aleatórias reais (definidas no mesmo espaço de probabilidade {\displaystyle \Omega }, que permite que variáveis aleatórias diferentes co-variem). Por exemplo:
1. Uma palavra aleatória pode ser representada como um número inteiro aleatório que serve como um índice no vocabulário de palavras possíveis. Ela também pode ser representada como um vetor aleatório cujo comprimento é igual ao tamanho do vocabulário, em que os únicos valores de probabilidade positiva são {\displaystyle (1\ 0\ 0\ 0\ \cdots )}, {\displaystyle (0\ 1\ 0\ 0\ \cdots )}, {\displaystyle (0\ 0\ 1\ 0\ \cdots )}  e a posição do número 1 indica a palavra.
2. Uma sentença aleatória de um dado comprimento {\displaystyle N} pode ser representada com um vetor de {\displaystyle N} palavras aleatórias.
3. Um grafo aleatório em dados vértices {\displaystyle N} pode ser representado como uma matriz {\displaystyle N} X {\displaystyle N} de variáveis aleatórias, cujos valores especificam a matriz de adjacência do grafo aleatório.
4. Uma função aleatória {\displaystyle F} pode ser representada como uma coleção de variáveis aleatórias {\displaystyle F(x)}, dados os valores das funções nos vários pontos {\displaystyle x} no domínio da função. {\displaystyle F(x)} são variáveis aleatórias reais desde que a função seja uma função real. Por exemplo, o processo estocástico é uma função aleatória de tempo, um vetor aleatório é uma função aleatória de algum conjunto de índices como {\displaystyle 1,2,\ldots n} e campo aleatório é uma função aleatória em qualquer conjunto (tipicamente, tempo, espaço ou conjunto discreto).[6]

### Exemplo
Uma variável aleatória também pode ser uma função da variável aleatória original (transformação da variável aleatória original). Isto é, uma função da função ou uma função composta. No espaço amostral do lançamento simultâneo de duas moedas, há {\displaystyle \Omega } = {(cara, cara), (cara, coroa), (coroa, cara), (coroa, coroa)}. É possível definir a variável aleatória {\displaystyle X} como o número de caras, a variável aleatória {\displaystyle Y} como o número de caras multiplicado por três mais o número de coroas multiplicado por dois {\displaystyle Y=3X+2(2-X)=4+X} e a variável aleatória {\displaystyle Z} como o número de caras multiplicado por 2 {\displaystyle Z=2X}.
| Ponto amostral | Variável aleatória {\displaystyle X} = número de caras | Variável aleatória {\displaystyle Y} {\displaystyle Y=4+X} | Variável aleatória {\displaystyle Z} {\displaystyle Z=2X} |
| -------------- | ------------------------------------------------------ | ---------------------------------------------------------- | --------------------------------------------------------- |
| (cara, cara)   | {\displaystyle X}(cara, cara) = 2                      | Y(cara, cara) = 4 + 2 = 6                                  | Z({\displaystyle X}(cara, cara)) = 2 x 2 = 4              |
| (cara, coroa)  | {\displaystyle X}(cara, coroa) = 1                     | Y(cara, coroa) = 4 + 1 = 5                                 | Z({\displaystyle X}(cara, coroa)) = 2 x 1 = 2             |
| (coroa, cara)  | {\displaystyle X}(coroa, cara) = 1                     | Y(coroa, cara) = 4 + 1 = 5                                 | Z({\displaystyle X}(coroa, cara)) = 2 x 1 = 2             |
| (coroa, coroa) | {\displaystyle X}(coroa, coroa) = 0                    | Y(coroa, coroa) = 4 + 0 = 4                                | Z({\displaystyle X}(coroa, coroa)) = 2 x 0 = 0            |

### Caso padrão
Quando a imagem (variação) de {\displaystyle X} é finita ou infinita contável, a variável aleatória é chamada de variável aleatória discreta e sua distribuição pode ser descrita por uma função massa de probabilidade que atribui uma probabilidade a cada valor na imagem de {\displaystyle X}. Quando a imagem de {\displaystyle X} é infinita contável, a variável aleatória é chamada de variável aleatória contínua e sua distribuição pode ser descrita por uma função densidade de probabilidade que atribui probabilidades aos intervalos.
Em particular, cada ponto individual precisa ter necessariamente probabilidade zero para uma variável aleatória absolutamente contínua. Nem todas as variáveis aleatórias são absolutamente contínuas. Por exemplo, uma distribuição mista. Tais variáveis aleatórias não podem ser descritas por uma função densidade ou por uma função massa de probabilidade. Qualquer variável aleatória pode ser descrita por uma função de distribuição acumulada, que descreve a probabilidade que a variável aleatória ser menor ou igual a um certo valor.

## Definição formal
Em termos mais abstratos, uma variável aleatória é uma função que mapeia um resultado de um evento (em um ponto em um espaço de probabilidade) a um resultado matematicamente conveniente, geralmente um número real. É a atribuição de um número a um resultado, um procedimento que paradoxalmente não é nem aleatório nem variável. Uma função que caracteriza uma variável aleatória sempre deve ser mensurável, o que exclui certos casos em que as variáveis aleatórias são infinitamente sensíveis a qualquer pequena alteração no resultado. Então, formalmente uma variável aleatória é uma função mensurável de um espaço de probabilidade, cujo contradomínio é o corpo dos números reais.
A variável aleatória {\displaystyle X\colon \Omega \to \mathbb {R} } é a função mensurável de um conjunto de resultados possíveis {\displaystyle \Omega } para um conjunto {\displaystyle \mathbb {R} }. A definição axiomática requer que {\displaystyle \Omega } seja um espaço mensurável {\displaystyle (\Omega ,{\mathcal {F}})}. Isto é, {\displaystyle \Omega } é considerado junto com um sistema {\displaystyle {\mathcal {F}}} de subconjuntos de {\displaystyle \Omega } chamado σ-álgebra. Os elementos de {\displaystyle {\mathcal {F}}} são chamados conjuntos mensuráveis. É possível observar que em geral não é qualquer subconjunto de {\displaystyle \Omega } que é mensurável (ou seja, que pertence a {\displaystyle {\mathcal {F}}}). A definição axiomática também requer que {\displaystyle \mathbb {R} } seja um espaço mensurável, em que a σ-álgebra de Borel {\displaystyle {\mathcal {B}}(\mathbb {R} )} é comumente usada como a σ-álgebra de subconjuntos de {\displaystyle \mathbb {R} }.
| Em linguagem matemática | Em português |
| --- | --- |
| {\displaystyle X:\Omega \to \mathbb {R} \Leftrightarrow {\color {Red}\left\{\omega :X(\omega )\leq x\right\}}\in {\mathcal {F}},\forall x\in \mathbb {R} }. | A função {\displaystyle X} de {\displaystyle \Omega } em {\displaystyle \mathbb {R} } será uma variável aleatória (ou uma função mensurável) se e somente se, para todo valor {\displaystyle x\in \mathbb {R} }, o conjunto de elementos {\displaystyle \omega }, tais que o valor de função {\displaystyle X} nos elementos {\displaystyle X(\omega )} seja menor ou igual a {\displaystyle x}, pertencer ao σ-álgebra {\displaystyle {\mathcal {F}}}. |

### Funções de distribuição de variáveis aleatórias
Dada uma variável aleatória {\displaystyle X\colon \Omega \to \mathbb {R} } definida em um espaço de probabilidade {\displaystyle (\Omega ,{\mathcal {F}},P)}, é possível fazer perguntas como o quão provável o valor de {\displaystyle X} é igual a 2? É a mesma probabilidade do evento {\displaystyle \{\omega :X(\omega )=2\}\,\!}, que muitas vezes é escrita como {\displaystyle P(X=2)\,\!} ou {\displaystyle f_{X}(2)}. Tomando todas essas probabilidades de intervalos de resultados de uma variável aleatória real {\displaystyle X} resulta na distribuição de probabilidade de {\displaystyle X}. A distribuição de probabilidade não considera o espaço de probabilidade particular usado para definir {\displaystyle X} e apenas considera a probabilidade de vários valores de {\displaystyle X}. Tal distribuição de probabilidade sempre pode ser capturada por sua função de distribuição acumulada{\displaystyle F_{X}(x)=\operatorname {P} (X\leq x)}, às vezes usando a função densidade de probabilidade {\displaystyle f_{X}}.
Em termos da teoria da medida, a variável aleatória {\displaystyle X} empurra a medida {\displaystyle P} em {\displaystyle \Omega } para a medida {\displaystyle f_{X}} em {\displaystyle \mathbb {R} }. O espaço de probabilidade subjacente {\displaystyle \Omega } é um mecanismo técnico usado para garantir a existência de variáveis aleatórias, às vezes para construi-las e para definir noções como correlação e dependência ou independência com base em uma distribuição conjunta de duas ou mais variáveis aleatórias no mesmo espaço de probabilidade. Na prática, muitas vezes descarta-se completamente o espaço {\displaystyle \Omega } e põe-se apenas a medida em {\displaystyle \mathbb {R} } que atribui medida 1 para toda a linha real. Isto é, trabalha-se com distribuições de probabilidade em vez de variáveis aleatórias.

## Classificação das variáveis aleatórias
As variáveis aleatórias podem ser discretas, contínuas ou mistas.
| Discretas | Contínuas | Mistas |
| --- | --- | --- |
| Uma função {\displaystyle X}, definida no espaço amostral {\displaystyle \Omega } e assumindo valores em um conjunto enumerável de pontos da reta, é dita uma variável aleatória discreta. | Uma função {\displaystyle X}, definida no espaço amostral {\displaystyle \Omega } e assumindo valores em um intervalo de números reais, é dita uma variável aleatória contínua. | Uma função {\displaystyle X}, cujo contradomínio {\displaystyle \Omega }x é não numerável, mas que contém um subconjunto (finito ou infinito numerável), em que cada um dos pontos tem probabilidade maior que zero é dita uma variável aleatória mista. |

### Variável aleatória discreta
Uma variável aleatória discreta pode assumir valores que podem ser contados. Isto é, uma variável aleatória discreta é uma variável para a qual o conjunto {\displaystyle A} é um conjunto finito ou infinito contável. Por exemplo, {\displaystyle A=\{1,2,3,4,5,6\}} ou {\displaystyle A=N=\{0,1,2,3,4,5,6,...,\infty \}}. É uma variável aleatória que assume valores finitos ou infinitos contáveis (a soma de muitos números positivos reais incontáveis sempre converge para o infinito).
O lançamento de um dado de seis lados é um exemplo de variável aleatória discreta finita. O dado fornece um valor inteiro em todos os lançamentos, de modo que não existe a possibilidade de ele cair de lado e fornecer um valor fracionário como 2,5555.
Já o número de carros que passam por um pedágio é um exemplo de variável aleatória discreta infinita. Passará uma infinidade de carros, porém nunca passará a metade de um carro por um pedágio (não haverá frações no número de carros que passarão por um pedágio). O resultado não é conhecido a princípio, mas é sempre descritível com facilidade.
Entre outros exemplos de variáveis aleatórias discretas, estão o número de acidentes em uma semana, o número de caras em cinco lançamento de moeda, o número de defeitos em sapatos, o número de falhas em uma safra, o número de terremotos, o número de jogos empatados e o número de livros em uma estante. Entre as distribuições de probabilidade discretas mais conhecidas também estão distribuição de Bernoulli, distribuição binomial, distribuição binomial negativa, distribuição geométrica, distribuição hipergeométrica, distribuição de Poisson e distribuição uniforme.

#### Lançamento de uma moeda
Uma variável aleatória discreta pode ser usada para descrever os possíveis resultados do lançamento de uma moeda. Os possíveis resultados para um lançamento de uma moeda podem ser descritos pelo espaço amostral {\displaystyle \Omega =\{{\text{cara}},{\text{coroa}}\}}. É possível introduzir a variável aleatória real {\displaystyle Y}, que corresponde a recompensa de 1 dólar para uma aposta bem sucedida em cara:
{\displaystyle Y(\omega )={\begin{cases}1,&{\text{se}}\ \ \omega ={\text{cara}},\\\\0,&{\text{se}}\ \ \omega ={\text{coroa}}.\end{cases}}}
Se for uma moeda justa, {\displaystyle Y} tem uma função massa de probabilidade {\displaystyle f_{Y}}dada por:
{\displaystyle f_{Y}(y)={\begin{cases}{\tfrac {1}{2}},&{\text{se }}y=1,\\\\{\tfrac {1}{2}},&{\text{se }}y=0.\\\end{cases}}}

#### Lançamento de dois dados

Ilustração do lançamento de dois dados. Se o espaço amostral for o conjunto de possíveis resultados do lançamento de dois dados e a variável aleatória de interesse for a soma S dos resultados do lançamento dos dois dados, então S é uma variável aleatória discreta cuja distribuição é descrita pela função massa de probabilidade representada graficamente pela altura das colunas da imagem.

Uma variável aleatória discreta também pode ser usada para descrever os possíveis resultados do lançamento de dois dados. Uma representação óbvia do lançamento de dois dados é assumir o conjunto de números pares {\displaystyle n_{1},n_{2}} de {1, 2, 3, 4, 5, 6} como o espaço amostral e o número total de lançamentos (a soma dos números de cada conjunto) como a variável aleatória {\displaystyle X} dada pela função que mapeia o conjunto a soma {\displaystyle X((n_{1},n_{2}))=n_{1}+n_{2}} e tem a função massa de probabilidade {\displaystyle f_{X}} dada por{\displaystyle f_{X}(x)={\tfrac {\min(x-1,13-x)}{36}},{\text{para }}x\in \{2,3,4,5,6,7,8,9,10,11,12\}}.

### Variável aleatória contínua
Uma variável aleatória contínua pode assumir qualquer valor numérico em um determinado intervalo ou série de intervalos. Isto é, uma variável aleatória contínua é uma variável para a qual o conjunto A é um conjunto infinito não enumerável. É uma variável que assume valores dentro de intervalos de números reais.
O resultado de lançamento de martelo nas Olimpíadas é um exemplo de variável aleatória contínua. Sabe-se que os valores do lançamento de martelo atingem a distância máxima de 60 metros e a distância mínima classificatória de 30 metros. Todos os lançamentos poderão assumir uma infinidade de possibilidades dentro no intervalo entre 60 metros e 30 metros, pois sempre existirá uma fração para medir a menor diferença possível entre os lançamentos como 59 metros, 25 centímetros, 12 milímetros e assim por diante. Então, {\displaystyle X} seria uma variável aleatória contínua que assumiria qualquer valor no intervalo 30 {\displaystyle \leq } {\displaystyle X} {\displaystyle \leq }  60.
Entre outros exemplos de variáveis aleatórias contínuas, estão valores de corrente elétrica em um cabo elétrica, flutuações de temperatura, pesos de caixas de laranja, medidas de uma peça usada na indústria para fins de controle de qualidade, alturas de pinheiros, duração de uma conversa telefônica e tempo necessário para completar um ensaio.

#### Relógio
Seja um relógio mecânico. O ponteiro dos segundos de um relógio mecânico pode parar devido a um defeito técnico. Seja {\displaystyle X} o ângulo que o ponteiro dos segundos forma com o ponteiro dos minutos, quando o ponteiro dos minutos aponta para o número 12. Como o ponteiro dos segundos move-se 60 vezes, {\displaystyle X} é uma variável aleatória discreta. Seja agora um relógio digital. O ponteiro dos segundos de um relógio digital também pode parar devido a um defeito técnico. Como o ponteiro dos segundos move-se continuadamente ele pode parar em qualquer ponto, por isso é preciso de outro modelo para representar a variável aleatória {\displaystyle X}.
Em primeiro lugar, o conjunto dos possíveis valores de {\displaystyle X} não é mais um conjunto discreto de valores. {\displaystyle X} pode assumir qualquer valor do intervalo {\displaystyle [0,360)=\{X\in \mathbb {R} :0\leq X<360\}}. Em segundo lugar, existem infinitos pontos nos quais o ponteiro dos segundos pode parar. Usando o mesmo método da variável aleatória discreta, cada ponto teria probabilidade igual a zero. Por um lado, não seria possível determinar a probabilidade de o ângulo {\displaystyle X} se igual a certo valor porque a probabilidade seria igual a zero. Por outro lado, seria possível determinar a probabilidade de {\displaystyle X} estar compreendido entre dois valores quaisquer. Por exemplo, a probabilidade de o ponteiro dos segundos parar no intervalo entre os números 12 e 3 é {\displaystyle {\frac {1}{4}}} porque corresponde a {\displaystyle {\frac {1}{4}}} do intervalo total e a probabilidade de o ponteiro dos segundos parar no intervalo entre os números 4 e 5 é {\displaystyle {\frac {1}{12}}} porque corresponde a {\displaystyle {\frac {1}{12}}} do intervalo total. Isto é, {\displaystyle P(0^{\circ }\leq X\leq 90^{\circ })={\frac {1}{4}}} e {\displaystyle P(120^{\circ }\leq X\leq 150^{\circ })={\frac {1}{12}}}.
Sempre será possível calcular a probabilidade de o ponteiro  parar em um ponto qualquer do intervalo (por menor que ele seja), de acordo com a seguinte função:
{\displaystyle f_{X}(x)={\begin{cases}\ 0,&{\text{se }}x<0^{\circ },\\\\{\tfrac {1}{360}},&{\text{se }}0^{\circ }\leq x<360^{\circ },\\\\\ 0,&{\text{se }}x\geq 360^{\circ }.\\\end{cases}}}

### Variável aleatória mista
Existem situações práticas, em que a variável aleatória pode tanto assumir valores discretos{\displaystyle X_{1},X_{2},X_{3}...} quando assumir todos os valores em um determinado intervalo. Essas variáveis aleatórias são conhecidas como variáveis aleatórias mistas.

#### Lançamento de moeda com jogo de roleta
Um exemplo de uma variável aleatória mista pode ser um experimento em que uma moeda é lançada e uma roleta é girada se o resultado do lançamento da moeda for cara. Se o resultado do lançamento da moeda for cara,  {\displaystyle X} é igual ao valor da roleta. Se o resultado do lançamento da moeda for coroa, {\displaystyle X} é igual a -1. Há a probabilidade meio de essa variável aleatória ter o valor -1, e meio de ficar no intervalo {\displaystyle [0,360)}.

## Funções associadas às variáveis aleatórias
Uma variável aleatória é uma função que está intimamente relacionada com três outras funções, função densidade, função de probabilidade e função distribuição acumulada. Uma variável aleatória também está intimamente relacionada com a distribuição de probabilidade, que corresponde a probabilidade de uma variável aleatória assumir um determinado valor do domínio. Por exemplo, a probabilidade de o resultado do lançamento de um dado honesto ser 3. Uma variável aleatória pode ser univariada ou multivariada. Há a transformação da função densidade para função conjunta quando a variável aleatória é multivariada. Há também a mudança de nome da função probabilidade, dependendo do tipo da variável aleatória.
| Variável Aleatória | Univariada (unidimensional)       | Multivariada (vetor aleatório)             |
| ------------------ | --------------------------------- | ------------------------------------------ |
| Discreta           | Função de probabilidade           | Função de distribuição conjunta            |
| Contínua           | Função densidade de probabilidade | Função densidade de probabilidade conjunta |

## Funções de variáveis aleatórias
Em um experimento, um indivíduo pode se interessar mais pela função do resultado e menos pelo resultado em si. Em um lançamento de dados, um apostador pode se interessar mais na soma dos resultados e menos nos valores individuais (isto é, ele pode priorizar uma soma de resultado 10 em vez de uma sequência real de 5, 5 ou 6, 4). Em um lançamento de moeda, um jogador pode se interessar mais pelo número de caras e menos pela sequência de caras e coroas. Esses resultados mais importantes são variáveis aleatórias, definidas como funções reais definidas em espaços amostrais.
Em caso de transformações de variáveis aleatórias, as variáveis aleatórias são definidas como funções de variáveis aleatórias ou funções compostas. Seja uma variável aleatória {\displaystyle X} em {\displaystyle \Omega } e uma função mensurável {\displaystyle X:\Omega \to \mathbb {R} }. Então, {\displaystyle Y=g(X)}, em que {\displaystyle g} é uma função mensurável em {\displaystyle \mathbb {R} }, também será uma variável aleatória em {\displaystyle \Omega } (a composição de funções mensuráveis é mensurável). O mesmo processo que permite ir de um espaço probabilidade {\displaystyle (\Omega ,P)} para {\displaystyle (\mathbb {R} ,dF_{X})} também pode ser usado para obter a distribuição probabilidade de {\displaystyle Y}. A função distribuição acumulada de {\displaystyle Y}pode ser definida como {\displaystyle F_{Y}(y)=\operatorname {P} (g(X)\leq y).}
Seja {\displaystyle X} uma variável aleatória real e seja {\displaystyle Y=X^{2}}. Então, {\displaystyle F_{Y}(y)=\operatorname {P} (X^{2}\leq y).}
Se {\displaystyle y<0}, então {\displaystyle P(X^{2}\leq y)=0}. Logo, {\displaystyle F_{Y}(y)=0\qquad {\hbox{se}}\quad y<0.}
Se {\displaystyle y\geq 0}, então {\displaystyle \operatorname {P} (X^{2}\leq y)=\operatorname {P} (|X|\leq {\sqrt {y}})=\operatorname {P} (-{\sqrt {y}}\leq X\leq {\sqrt {y}}).} 
Essa probabilidade pode ser escrita como {\displaystyle \operatorname {P} (-{\sqrt {y}}\leq X\leq {\sqrt {y}})=\operatorname {P} (X\leq {\sqrt {y}})-\operatorname {P} (X<-{\sqrt {y}})}. 
Embora a primeira parcela seja {\displaystyle \operatorname {P} (X\leq {\sqrt {y}})=F_{X}({\sqrt {y}})}, a segunda parcela é a distribuição acumulada menos a chance de {\displaystyle X} ser igual a {\displaystyle -{\sqrt {y}}}. Isto é, {\displaystyle \operatorname {P} (X<-{\sqrt {y}})=F_{X}(-{\sqrt {y}})-P(X=-{\sqrt {y}})}. Logo, {\displaystyle F_{Y}(y)=F_{X}({\sqrt {y}})-F_{X}(-{\sqrt {y}})+P(X=-{\sqrt {y}})\;{\hbox{se}}\;y\geq 0.} 

## Momentos
Os momentos dão informações parciais sobre a medida de probabilidade {\displaystyle P}, a função distribuição acumulada ou a função massa de probabilidade de uma variável aleatória {\displaystyle X}. Os momentos de {\displaystyle X} são esperanças de potências de {\displaystyle X}. O {\displaystyle n}-ésimo momento da variável aleatória {\displaystyle X} pode ser definido como {\displaystyle EX^{n}}, para qualquer inteiro não negativo {\displaystyle n}, se a esperança existe.

## Equivalência de variáveis aleatórias
Há diferentes formas de afirmar se duas ou mais variáveis aleatórias são equivalentes. As variáveis aleatórias podem ser iguais, quase certamente iguais, iguais em distribuição e iguais na média, de acordo com as descrições em ordem crescente de força abaixo.

### Igualdade de distribuição
Duas variáveis aleatórias {\displaystyle X} e {\displaystyle Y} são iguais em distribuição se {\displaystyle \operatorname {P} (X\leq x)=\operatorname {P} (Y\leq x)\;{\hbox{para todo}}\;x.}
Para serem iguais em distribuição, as variáveis aleatórias não têm de ser definidas no mesmo espaço de probabilidade. O conceito de equivalência de distribuição é associado ao conceito de distância entre distribuições de probabilidade {\displaystyle d(X,Y)=\sup _{x}|\operatorname {P} (X\leq x)-\operatorname {P} (Y\leq x)|,} que é a base do Teste Kolmogorov-Smirnov.

### Igualdade de média
Duas variáveis aleatórias {\displaystyle X} e {\displaystyle Y} são iguais na média de ordem {\displaystyle p} se o momento de ordem {\displaystyle p} de {\displaystyle \left|X-Y\right|} é 0,. Isto é, {\displaystyle \operatorname {E} (|X-Y|^{p})=0.} A igualdade na média de ordem {\displaystyle p} implica a igualdade nas médias de ordem {\displaystyle q} para todos os {\displaystyle q} tais que {\displaystyle q<p}. Como em igualdade de distribuição, existe uma distância entre as variáveis aleatórias {\displaystyle d_{p}(X,Y)=\operatorname {E} (|X-Y|^{p}).}

### Igualdade quase certa
Duas variáveis aleatórias {\displaystyle X} e {\displaystyle Y} são quase certamente iguais se, e apenas se, a probabilidade de elas serem diferentes for 0. Isto é, {\displaystyle \operatorname {P} (X\neq Y)=0.} Para todos os objetivos práticos da teoria da probabilidade, o conceito de igualdade quase certa é tão forte quanto o conceito de igualdade. Ele está associado a distância entre as variáveis aleatórias {\displaystyle d_{\infty }(X,Y)=\sup _{\omega }|X(\omega )-Y(\omega )|,} em que {\displaystyle \sup } representa o supremum essencial em teoria da medida. 

### Igualdade
Finalmente, duas variáveis aleatórias {\displaystyle X} e {\displaystyle Y} são iguais em seu espaço de probabilidade se {\displaystyle X(\omega )=Y(\omega )\;{\hbox{para todo}}\;\omega }.

### Contra-exemplos
Os contra-exemplos mostram que a implicação inversa dos conceitos de equivalência de variáveis aleatórias nem sempre é válida. É o caso da igualdade de distribuição, mas não igualdade de média. Considerando o espaço amostral dos lançamentos de dois dados honestos {\displaystyle \Omega } e as variáveis aleatórias valor do primeiro dado {\displaystyle X} e valor do segundo dado {\displaystyle Y}, observa-se que {\displaystyle X} e {\displaystyle Y} são iguais em distribuição, mas não são iguais em média, pois {\displaystyle X} e {\displaystyle Y} são independentes.

## Convergência
Em estatística, busca-se provar resultados convergentes para certas sequências de variáveis aleatórias como na lei dos grandes números ou no teorema do limite central. Em vários casos, a sequência {\displaystyle X_{n}} de variáveis aleatórias podem convergir para uma variável aleatória {\displaystyle X}. Com exceção da convergência pontual, as convergências precisam de uma probabilidade.

### Convergência em Probabilidade
Quando uma sequência de variáveis aleatórias é muito extensa. Por exemplo, mil variáveis aleatórias — diz-se que a quantidade de variáveis aleatórias {\displaystyle n} é grande e que a probabilidade da diferença {\displaystyle |X_{n}-X|} ser maior do que qualquer número positivo escolhido {\displaystyle \varepsilon } tende a zero. Seja {\displaystyle \{{X_{n}}\}_{n>1}} uma sequência de variáveis aleatórias e {\displaystyle X} uma variável aleatória definida no mesmo espaço de probabilidade. Então, diz-se que {\displaystyle X_{n}} converge em probabilidade para {\displaystyle X}. Isto é, {\displaystyle X_{n}\,{\xrightarrow {\mathcal {P}}}\,X} para {\displaystyle n\to \infty }  se {\displaystyle \lim _{n\to \infty }P\left(\left|X_{n}-X\right|\geq \varepsilon \right)=0,\forall \varepsilon >0}.

### Convergência Quase Certa
Em um espaço de probabilidade {\displaystyle \Omega }, diz-se que uma sequência de variáveis aleatórias converge para uma variável aleatória quase certamente quando: {\displaystyle P{\Big (}\lim _{n\to \infty }X_{n}=X{\Big )}=1}.

### Convergência em Distribuição
Seja uma sequência de variáveis aleatórias {\displaystyle \{{X_{n}}\}_{n>1}}. Ela irá convergir em distribuição para uma variável aleatória {\displaystyle X} se: {\displaystyle E[g(X_{n})]\to E[g(X)]} para qualquer função {\displaystyle g:\mathbb {R} \to \mathbb {R} } contínua e limitada,  o que pode ser escrito como {\displaystyle \int g(x)dF_{n}(x)\to \int g(x)dF(x)}, em que  {\displaystyle F} é função de distribuição acumulada de {\displaystyle X} e {\displaystyle F_{n}} é função de distribuição acumulada de {\displaystyle X_{n}}.